# Black Belt (Region)
Als Black Belt (englisch für Schwarzer Gürtel) wird ein Gebiet in den Südstaaten der Vereinigten Staaten bezeichnet, das in der Zeit der Baumwollplantagen-Wirtschaft wegen seiner dunklen, fruchtbaren Böden und später wegen des hohen Anteils von Afroamerikanern so genannt wurde. Es gibt verschiedene Abgrenzungsvorschläge für diese Belt-Region.

## Black Belt als physiogeografischer Begriff
Bereits im 19. Jahrhundert wurde der Begriff Black Belt für ein Gebiet im Sinne der physischen Geografie in den Bundesstaaten Mississippi und Alabama benutzt, das diesen Namen auf Grund seines fruchtbaren dunklen kalkhaltigen Bodens erhalten hatte. Bei diesem Black Belt handelt es sich um ein schmales langes Band von etwa 480 km Länge und 40–50 km Breite. Es verläuft von der Nordgrenze des Staates Mississippi in südöstlicher Richtung bis in die Mitte von Alabama hinein. Das Gebiet war bis zum Sezessionskrieg eines der Hauptanbaugebiete von Baumwolle. Gegenwärtig ist hier neben Baumwollanbau auch Rinderzucht und der Anbau von Sojabohnen verbreitet.

## Black Belt als soziologischer Begriff

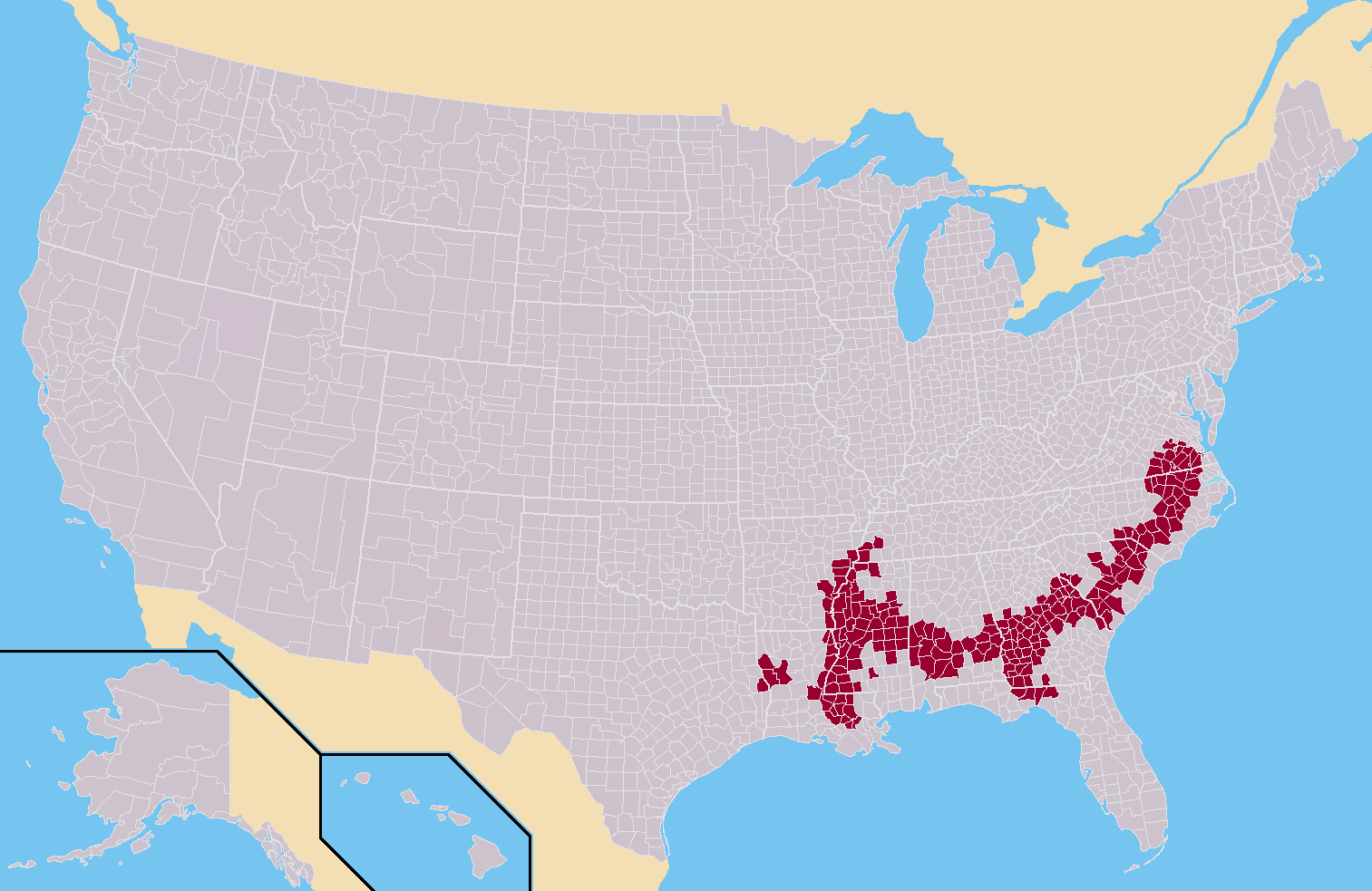
Der Black Belt nach der Studie von Wimberly/Morris (1997)

Über den physiogeografischen Begriff hinaus wurde Black Belt später als Begriff in der Soziologie verwendet und bezeichnet die Regionen der Südstaaten mit einem hohen Anteil von Afroamerikanern an der Gesamtbevölkerung. Der Soziologe Arthur F. Raper definierte 1936 den Begriff als die Gesamtheit der etwa 200 Countys mit einem Anteil von Afroamerikanern über 50 Prozent. Eine von der University of Kentucky in Auftrag gegebene und 1997 veröffentlichte Studie von Ronald C. Wimberly und Libby V. Morris definiert Black Belt als ein überwiegend zusammenhängendes Gebiet von 623 Countys in den elf Südstaaten Alabama, Arkansas, Florida, Georgia, Louisiana, Mississippi, North Carolina, South Carolina, Tennessee, Texas und Virginia. Diese Countys sind überwiegend ländlich geprägt, wirtschaftlich strukturschwach und weisen einen Anteil von Afroamerikanern auf, der über dem US-Durchschnitt liegt. Bei der Volkszählung im Jahr 2000 hatte Jefferson County (Mississippi) im Vergleich aller Countys mit 86,5 Prozent den höchsten Anteil von Afroamerikanern. Der Black Belt nach der Definition von Wimberly und Morris weist unter allen Regionen der USA das geringste Pro-Kopf-Einkommen, den geringsten durchschnittlichen Bildungsstandard und die höchste Arbeitslosigkeit auf. Im Black Belt liegen im Wesentlichen diejenigen Countys der politisch von der Republikanischen Partei geprägten Südstaaten, in denen bei Präsidentschaftswahlen der Kandidat der Demokratischen Partei eine Mehrheit erhält.